# 快打旋风2
《快打旋风2》是一款由卡普空公司制作和发行的清版动作类游戏。本游戏于1993年5月22日在日本地区超级任天堂上发行。本作于1993年8月15日在北美地区发行。

## 故事大綱
自從邁克·哈格以及他的朋友科迪和凱擊敗瘋狂齒輪幫派並恢復大都會市的和平以來，時間已經過去。儘管三人繼續過著正常的生活，科迪與女友傑西卡休假，凱進行獨自修練，哈格繼續以市長的身份經營大都會，但倖存的瘋狂齒輪成員秘密地重新集結起來，策劃在一個新的領導者。他們首先在日本綁架凱的未婚妻麗奈，以及她的父親和凱的前任老師源柳齋。
由於找不到凱，麗奈的妹妹真紀打電話給哈格並將情況告知了他。哈格在他的朋友宮本的陪同下，和真紀會合後一同前往香港，他們三人聯手對抗剛重組的瘋狂齒輪。經過幾個國家的一系列戰鬥之後，並到達日本，在那裡他們與瘋狂齒輪的新領袖烈進行了戰鬥。三人擊敗烈，並拯救源柳齋和麗奈。之後凱給來自國外的朋友寫了一封信，感謝他們所做的一切。

## 遊戲模式
每個人都有自己的戰鬥風格和屬性。真紀是最弱的，但是攻擊速度更快，哈格是最強的，但是也是最慢的，而卡洛斯具有全方位的屬性。
玩家角色可以在八個方向中的任何一個方向上移動，但只能像大多數拍打遊戲一樣向左或向右攻擊。同時按下兩個按鈕會執行一個特殊的動作，它會向兩個方向發起攻擊，儘管這會帶來一些危害。玩家還可以抓住和扔掉對手，並使用地上的各種武器。

## 遊戲人物

### 英雄角色
- FINAL FIGHT II

| 角色名字        | 角色漢字                      | 格鬥流派                   | 特殊招式                            | 簡介                                                 |
| CARLOS MIYAMOTO | 宮本卡洛斯 卡洛斯宮本         | 拳法+空手 （武器：武士刀） | ‧回天斬 ‧車輪投                     | 男，生長於南美並學習不同武術，但喜愛使用武士刀作戰。 |
| MAKI GENRYUSAI  | 源柳齋真紀                    | 武神流忍法 （武器：鐵拐）  | ‧烈風腳                             | 女，修練武神流忍法。追踪同門兼姐夫的凱。             |
| MIKE HAGGAR     | 迈克·哈格 麦克·哈格 麦克·哈卡 | 摔角 （武器：水管、木棒）  | ‧螺旋雙截拳 ‧回轉斧振殺 ‧超螺旋打桩 | 男，美國METRO CITY市長，前任職業摔角手。             |

### 敵人角色
- MAD GEAR各地分舵

| 角色名字 | 角色漢字 | 格鬥流派      | 簡介 |
| RETU     | 列       | 日本武術      | 男，MAD GEAR日本分區頭領，身穿歌舞伎演員服裝，貝爾格（BELGER）身亡後暫代幫主之位。俘虜GUY的外父源柳齋及未婚妻麗奈。                                                                            |
| PHILIPPE | 菲利普   | 馴獸術        | 男，MAD GEAR英國分區頭領，本為R&B馬戲團小丑，替MAD GEAR走私貨品。擅長Slide Kick，武器為藤支。                                                                                                  |
| BRATKEN  | 布拉肯   | 本能          | 男，MAD GEAR荷蘭分區頭領。性格看似很粗魯，但內心實際很溫柔，喜歡和泰迪熊玩偶玩耍，被引誘擁有一房玩具而加入MAD GEAR。                                                                           |
| FREDDIE  | 弗雷迪   | 軍隊格鬥術    | 男，MAD GEAR法國分區頭領，前美國海軍部隊隊長，過去因上司貪汙甚至將部隊當自己的私人部隊而引發衝突，弗雷迪槍殺該上司後隨即被軍方除役，部隊隊員也跟隨弗雷迪一同離隊。負責策劃MAD GEAR的恐怖行動。 |
| WON WON  | 王王     | 中國拳法+刀法 | 男，是MAD GEAR香港分區「八百龍」駐守海港頭領。性格極為兇殘，武器為切肉刀。 |

- MAD GEAR高手

| 角色名字 | 角色漢字 | 格鬥流派  | 簡介 |
| ANDORE   | 安德雷   | 德式摔角  | 男，德國人，安德雷（ANDORE）家族成員之一，其餘成員為ANDORE Jr.、FATHER ANDORE、GRANDFATHER ANDORE及UNCLE ANDORE。（FATHER ANDORE, GRANDFATHER ANDORE和UNCLE ANDORE只出現於第三關的鐵籠戰） 三代則成為SKULL CROSS中的打手。 （HUGO作為ANDORE家族於Street Fighter III為可使用角色） |
| MARY     | 瑪麗     | 特技+小刀 | 女，喜歡在METRO CITY繞著河岸慢跑，非常注重自己的身形和美貌，討厭蟑螂。 |
| EKIZA    | 愛麗莎   | 特技+小刀 | 女，MARY的同模組角色。傾向於追求每一個新時尚。目前徵求情人中。 （美版則為男性的Leon及Robert，於官方格鬥家研究所追加設定為兄妹、姊弟關係） |
| ATLAS    | 亞特拉斯 | -         | 男，2代登場，身上有傷痕的巨漢，防禦力極高。 |
| JONY     | 強尼     | -         | 男，ATLAS的同模組角色。 |
| MIC      | 米克     | -         | 男，2代登場，矮短身型，外表奇怪的惡棍，招式類似TWO. P。 |
| MARK     | 馬克     | -         | 男，MIC的同模組角色。 |
| BULL     | 公牛     | -         | 男，2代MAD GEAR的嘍囉級角色。 |
| ELIJAH   | 以利亞   | -         | 男，BULL的同模組角色。 |
| SCHOT    | 舒葛     | -         | 男，2代登場，MAD GEAR中的無賴漢。 |
| JACK     | 傑克     | -         | 男，SCHOT的同模組角色。 |
| ELICK    | 艾力克   | -         | 男，2代登場，矮胖男人，裝備著兩支附電流的叉。 |
| ELIAS    | 埃力亞斯 | -         | 男，2代登場，MAD GEAR的高瘦嘍囉，裝備金屬棍，喜歡聯羣結隊施壓的惡人。 |
| ELIOT    | 艾略特   | -         | 男，ELIAS的同模組角色。 |

### 其他
| 角色名字      | 角色漢字   | 簡介                                                                        |
| GENRYUSAI     | 源柳齋     | 曾遭日本Mad Gear分部首領Retu綁架，武神流忍法第37代繼承人，Guy的未來外父。   |
| Rena GENRYSAI | 源柳齋麗奈 | 曾遭日本Mad Gear分部首領Retu綁架，真紀的姐姐。與父親源柳齋的徒弟GUY有婚約。 |